# Namcy
Namcy (Намцы) è una cittadina di 8 200 abitanti situata nella Sakha-Jacuzia, in Russia.